# Ryckel
Ryckel (Rijkel en néerlandais) est un hameau de la ville belge de Tongres-Looz situé en Région flamande dans la province de Limbourg, à 4 kilomètres à l'est de Saint-Trond, sur la route qui va à Looz. C'était une commune à part entière avant la fusion des communes de 1977.

## Toponymie
Ricle (1139), Rikele (1218)

## Démographie

### Évolution démographique
- Sources : INS, Rem. : 1831 jusqu'en 1970 = recensements, 1976 = nombre d'habitants au 31 décembre[3].

## Château
Le château de Ryckel, dont la partie plus ancienne date du XVIe siècle est de style gothique tardif, avec fronton en escalier. Il est agrandi au XVIIe siècle et forme depuis lors un manoir à trois ailes, ayant chacune une tour d'angle.
De la famille des comtes de Hinnisdael il est passé entre les mains de la famille de Thiribu qui l'occupe jusqu'en 1831.
La plupart du temps inhabité, le château nécessite quelques restaurations, entreprises après que les propriétaires, le baron Camille Breuls de Tiecken et ses deux enfants, l'ait légué à l'Association des Demeures Historiques de Belgique en 1938. Cette association donna ensuite la demeure — classée en 1942 — à la Province du Limbourg en 1965 . L'écroulement de la tour d'angle nord-ouest, en 1966, provoque une prise de conscience... La tour est reconstruite et une restauration complète est entreprise par la Province.

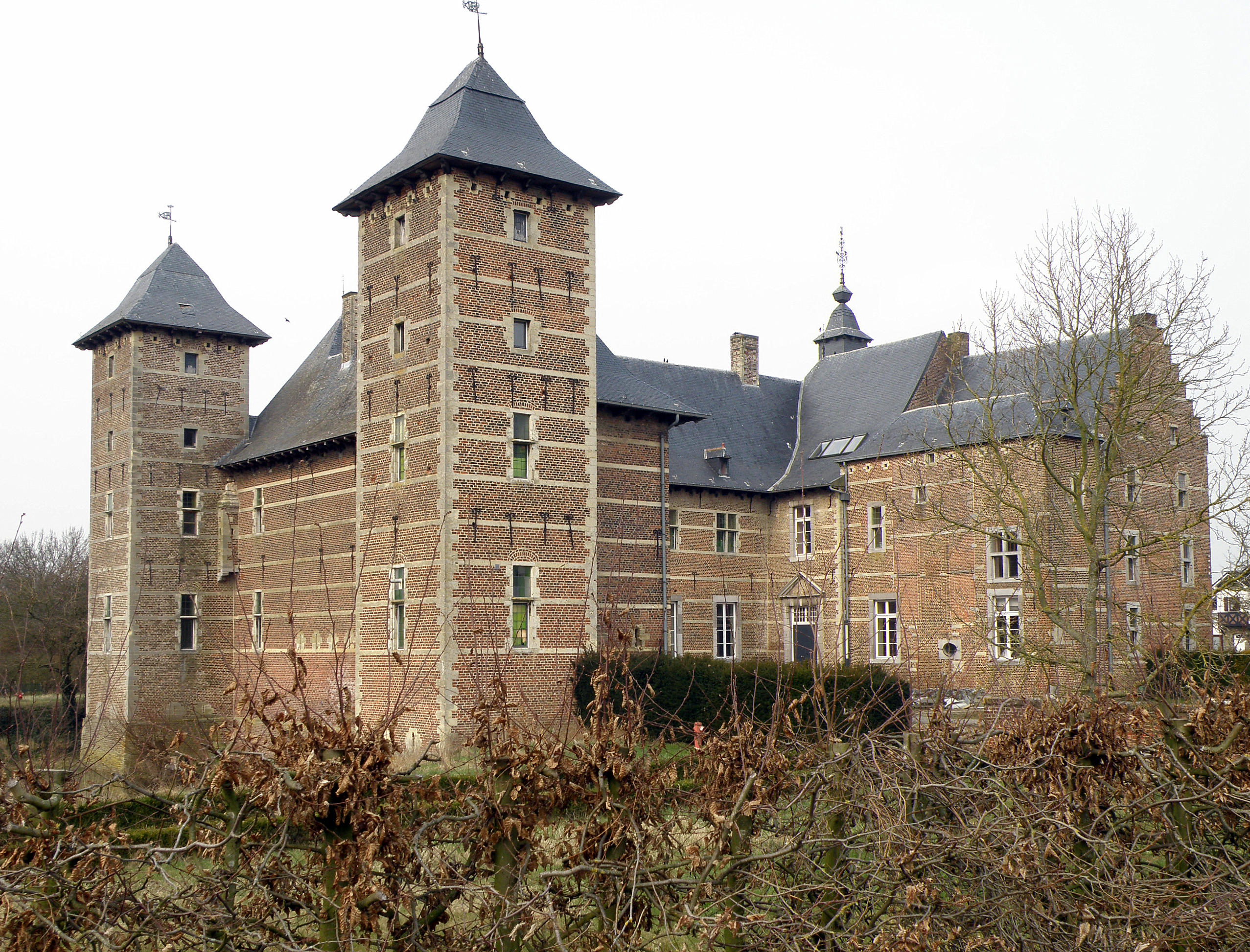
Le château

## Personnalité
Denis le Chartreux (1402-1471), mystique et écrivain spirituel de renom, est né à Rijkel.